# Moïse défend les filles de Jethro

Moïse défend les filles de Jethro est une peinture à l'huile sur toile réalisée de 1523 à 1524 par le peintre italien de la Renaissance Rosso Fiorentino. Le tableau est conservé à la Galerie des Offices de Florence, qui l'a acquis en 1632 . Il représente Moïse défendant les sept filles de Jethro, son beau-père.

## Histoire
Dans son ouvrage Les Vies, Vasari déclare que l'œuvre a été produite pour Giovanni Bandini comme « une toile avec de très beaux personnages dans une histoire [de la vie] de Moïse, quand il aimait en Égypte... et je crois qu'elle a été commandée en France ». L'œuvre fut ensuite envoyée au roi François Ier vers 1530 . Elle se trouvait déjà au Casino Mediceo di San Marco en 1587 parmi les biens de don Antonio de Medici. On ne sait pas si l'œuvre originale a été envoyée en France ou comme le théorise Antonio Natali il s'agirait d'une copie fidèle.

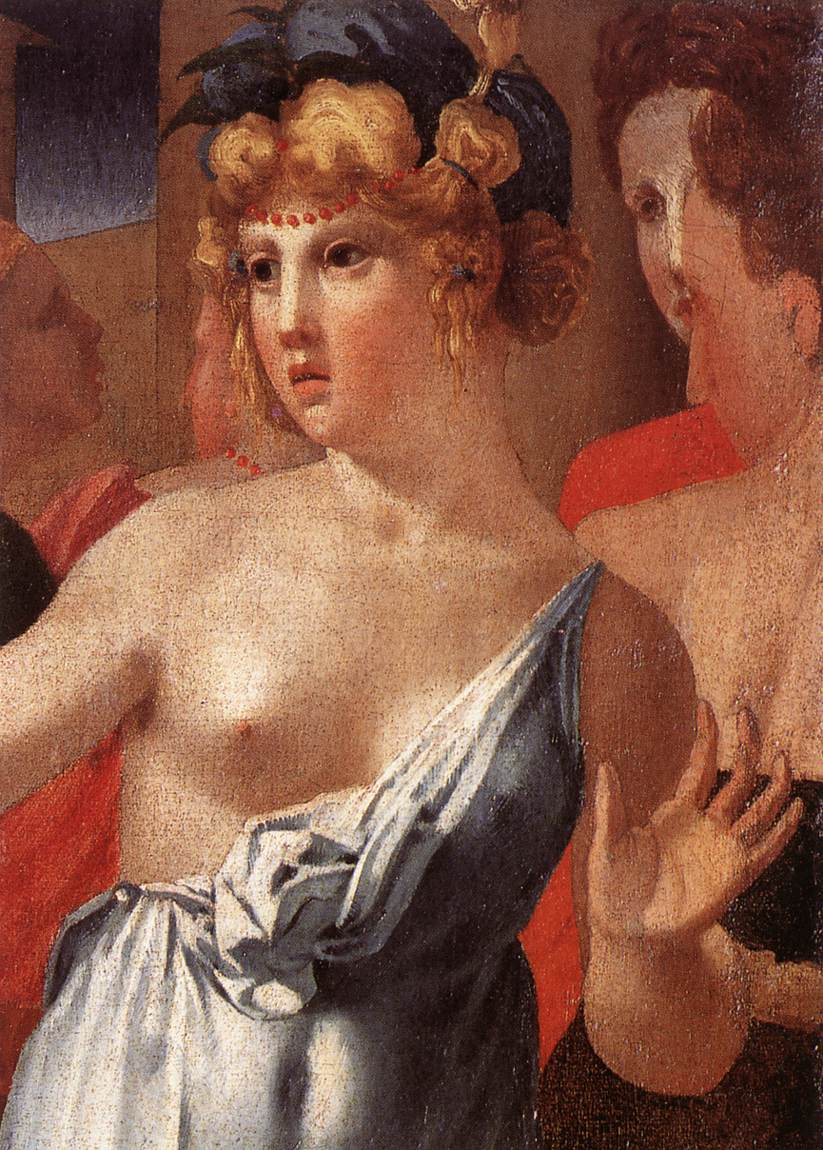
Détail.
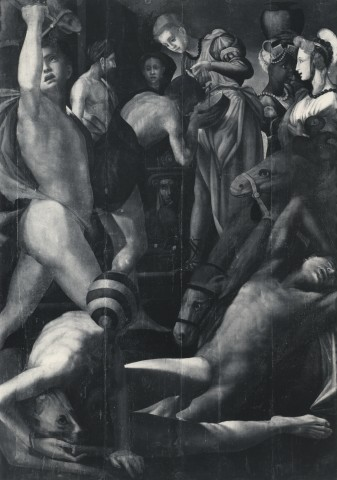
Rebecca au puits du même artiste.

## Sources
- (en) Cet article est partiellement ou en totalité issu de l’article de Wikipédia en anglais intitulé « Moses Defends Jethro's Daughters » (voir la liste des auteurs).